# زاسكيا فالنسيا
زاسكيا فالنسيا (بالألمانية: Saskia Valencia )‏ (و. 1964  م) هي ممثلة، ومقدمة تلفزيونية، وعارضة ألمانية، ولدت في روستوك.

## وصلات خارجية
- ساسكيا فالنسيا على موقع IMDb (الإنجليزية)
- ساسكيا فالنسيا على موقع ألو سيني (الفرنسية)
- ساسكيا فالنسيا على موقع ديسكوغز (الإنجليزية)
- ساسكيا فالنسيا على موقع قاعدة بيانات الفيلم (الإنجليزية)
- ساسكيا فالنسيا على موقع كينوبويسك (الروسية)

- زاسكيا فالنسيا في قاعدة بيانات الأفلام على الإنترنت